# Maurice Boulanger
Maurice Julien Désiré Boulanger (ur. 13 kwietnia 1909 w Brukseli) – belgijski lekkoatleta (wieloboista), uczestnik igrzysk olimpijskich i mistrzostw Europy.
Na mistrzostwach Europy w 1934 w Turynie zajął dziewiąte miejsce w dziesięcioboju poprawiając własny rekord kraju. Na igrzyskach olimpijskich w 1936 w Berlinie ukończył rywalizację w dziesięcioboju na siedemnastym miejscu uzyskując wynik 5020 punktów.
W 1933 wziął udział (w biegu na 800 metrów) w meczach lekkoatletycznych: pomiędzy Poznaniem i Brukselą oraz między Polską i Belgią.

## Rekordy życiowe
- dziesięciobój – 5737 punktów (1934)